# Космачёв, Вадим Иванович
Вадим Иванович Космачёв (Vadim Kosmachof или Kosmatschof; род. 4 ноября 1938, Калуга) — советский, а впоследствии австрийский и немецкий скульптор, график и живописец. На рубеже 1960—1970-х годов Космачев стал одним из главных проводников модернизма в советской монументальной пластике. В 1979 году Космачев покинул СССР. Его работы немецкого и австрийского периода демонстрируют развитие от жестких геометрических форм индустриального модернизма к пониманию скульптуры как «живой» органической формы, способной меняться в зависимости от множества факторов: смены климата, источника энергии и зрительских реакций.
Почётный зарубежный член Российской академии художеств.

## Биография
Начальную школу посещал в Туле, где по его собственному признанию получил первые навыки конструирования — в клубе любителей моделирования летательных аппаратов.
В 1949 году отца перевели по службе в Москву, и в 1951 году Вадим Космачёв поступает в МСХШ (Московскую среднюю художественную школу) для одаренных детей, где он знакомится с Львом Нусбергом, Александром Неждановым, Эдуардом Зелениным и другими впоследствии ведущими художниками московского андеграунда. Уже в период обучения в школе Космачёв имел возможность посещать запасник Третьяковской галереи и видеть в оригинале многие произведения русского авангарда, что в дальнейшем во многом определило уровень его художественной культуры и линию творчества.
С 1956 года и на протяжении последующих нескольких лет вместе с Нусбергом, Евгением Измайловым, Сергеем Есаяном и другими художниками Космачёв осуществил ряд импровизированных акций по аналогии с теми, что осуществлялись русскими футуристами, которые описаны Бенедиктом Лившицем в его книге «Полутораглазый стрелец».
1960 год — бракосочетание с бывшей одноклассницей МСХШ — художником по гобеленам и живописцем Еленой Конeвой.
В 1959—1965 годах Космачёв учился на факультете керамики МВХПУ имени С. Г. Строганова (Московское государственное художественно-промышленное училище — ныне Московская художественно-промышленная академия имени С. Г. Строганова).

Окончив МСХШ, я начал искать возможность продолжить образование. Выбор непрост: Академические институты для меня, благодаря своим идеологизированным системам обучения выглядели закрытыми и мало интересными. Нужно было найти малоприметную нишу, и это не без труда, но удалось. Ей оказалось отделение керамики с монументальным уклоном в МВХПУ (бывшее Строгановское). В 1959 году я сдал несложные экзамены, и стал студентом — керамистом. Надо сказать, что на эту пору в Училище, к счастью, сохранились среди преподавателей — осколки ВХУТЕМАСа. Помню ректора Н. Быкова, отмеченного историей авангардного дизайна — Лактионова, отбывшего лагерный срок профессора- флибустьера Людвига, сподвижника Кончаловского — профессора Васильева. Все они были изрядно помяты судьбой и погромным катком, прокатившимся по всей сцене авангардa. Но все-таки это союзники. С ними есть, о чём поговорить и чему поучиться.
Мне довелось провести годы в МВХПУ почти до защиты диплома у одного из них, а именно, у профессора Васильева, под его тонкой, умной опекой. Васильев предоставил мне тот уровень свободы, который редко кому удавалось получить в стенах подобных институтов. И я использовал это везение, создавая свой собственный стиль, как противоположность господствующей эстетике функционального заморского дизайна массового продукта и его местной с отставанием по времени и возможностям, копии. Стержнем рождавшегося в моих руках стиля стало свободное формотворчество, на грани абсурдных сочетаний элементов, взаимоисключающих друг друга.
— В. Космачёв
Дипломная работа — проект оформления стены одного из корпусов Всесоюзного пионерского лагеря «Артек», вызвала возмущение жюри и получила самый низкий из проходных баллов. Однако, она привлекла внимание организаторов выставки «Молодые московские художники» и архитекторов из 9-й мастерской Моспроекта, которые пригласили Космачёва к участию в оформлении кинотеатра в подмосковном городе Тушино.

### Работа в СССР

«Конструкта» (1975) перед комплексом зданий Государственной библиотеки Туркменской ССР в Ашхабаде. Скульптор — Вадим Космачёв.

С 1963 по 1969 год преподавал в Московской городской художественной школе на Кропоткинской, где в это же время преподавал близкий друг Вадима Космачёва — Михаил Рогинский.
В начале 1970-х годов Космачёв начал работать в технике строительного фарфора с характерным приёмом вынесения связующих металлических элементов на поверхность скульптурной формы. Впоследствии металл становится основным используемым материалом скульптора.
В 1974 году Абдулла Ахмедов — главный архитектор города Ашхабада, привлекает Космачёва к созданию масштабной скульптуры перед фасадом нового здания Государственной республиканской библиотека Туркменской ССР имени Карла Маркса (ныне Культурный центр республики Туркмения). Ахмедов, будучи большим поклонником Ле Корбюзье и Кензо Танге, искал скульптора, способного мыслить вне категорий иллюстративной изобразительности, а таковыми в культуре официального и полуофициального искусства тех дней (не говоря уже об апологетах соцреализма) были единицы. Космачёв придумал двадцатиметровую вантовую композицию под названием «Музыка в чёрном металле», которую он позднее стал называть «Конструктой».

Вместе с Космачёвым в Ашхабаде работали Эрнст Неизвестный, Николай Силис, Владимир Лемпорт и Леонид Соков, которые занимались оформлением и фасадов, и внутреннего двора здания, и примыкающих к центру города объектов.

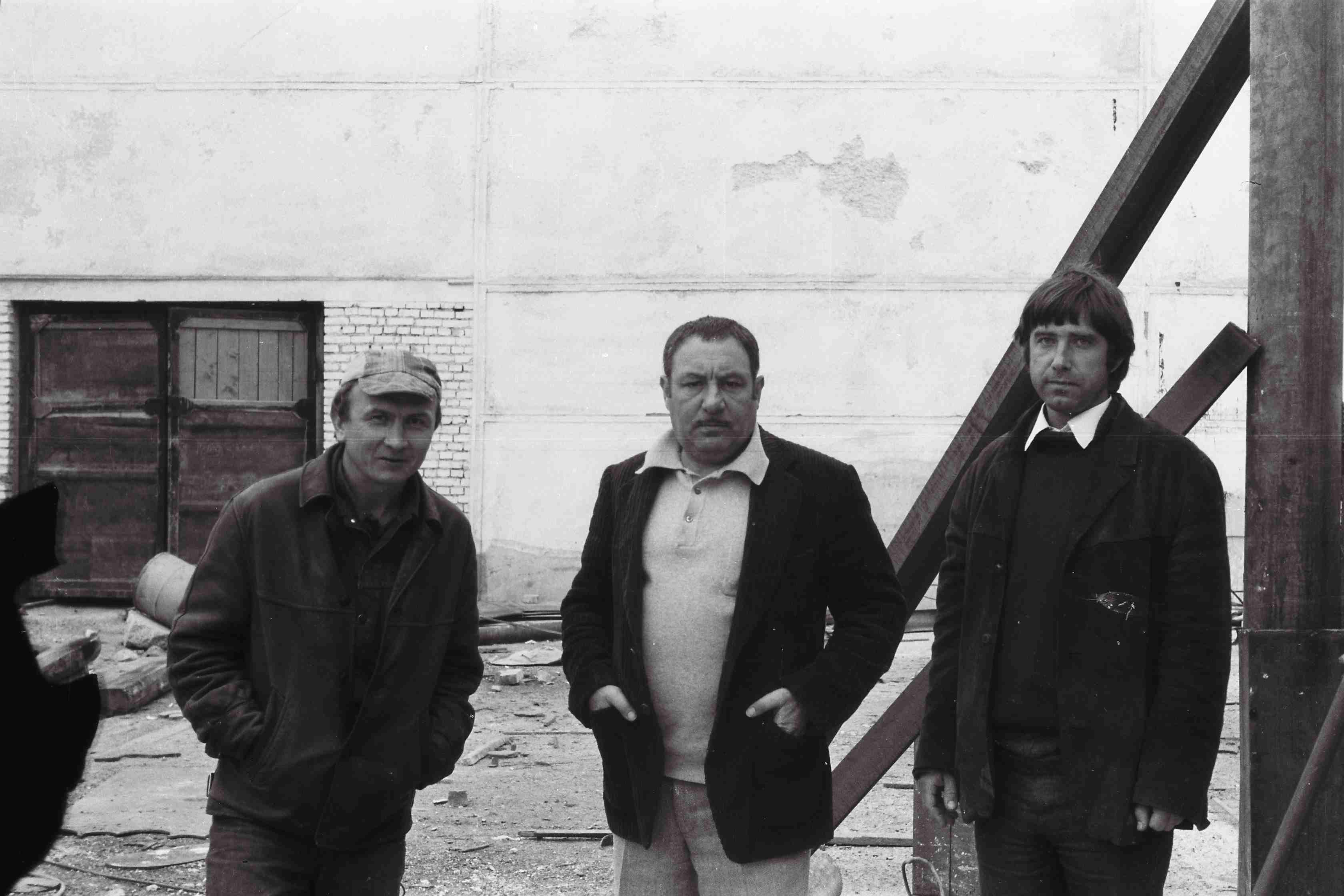
Леонид Соков, Эрнст Неизвестный, Вадим Космачёв

Композиция Космачёва подверглась резкой критике со стороны партийных органов республики и многих функционеров от искусства, однако Ахмедову вместе с его коллегами и единомышленниками из архитектурных кругов Москвы удалось её отстоять.
Обструкциям и разрушениям в 1970-х годах и позже подвергался ряд работ скульптора: консольная световая композиция с фарфоровым шаром для здания дирекции совхоза «Заречье», четыре фонтана-мобиля в комплексе зданий представительства страны в Мавритании (куда автора не выпустили даже для монтажа) и ряд других навсегда утраченных работ.
В 1977 году Космачёв принял решение покинуть СССР и спустя два года — в 1979 году вместе с женой Еленой Коневой, дочерью Марией и матерью жены — Н. Н. Ильиной, эмигрировал в Австрию.

### Работа на Западе
B апреле 1980 года — принимает участие в выставке Sculpture Life в Кюнстлерхауз / Künstlerhaus в Вене. В 1981 году провёл персональные выставки в Люцерне, Брегенсе и Вене.
Осенью 1981 года — выставочное турне по США в связи с серией групповых выставок (А. Ней, Е. Конева, В. Космачёв, М. Рогинский) в Атланте, Майами, Вашингтоне и Нью-Йоркe.
В начале 1982 года Вадиму и Елене, как деятелям культуры и искусства, досрочно присуждают австрийское гражданство.
Важное значение для интеграции Космачёва в австрийскую культурную среду имело знакомство с журналистом и продюсером Куно Кнобелем (Kuno Knöbl), который пригласил художника работать в новом кластере Fischa Park, расположенном на бывшей текстильной фабрике под Веной.

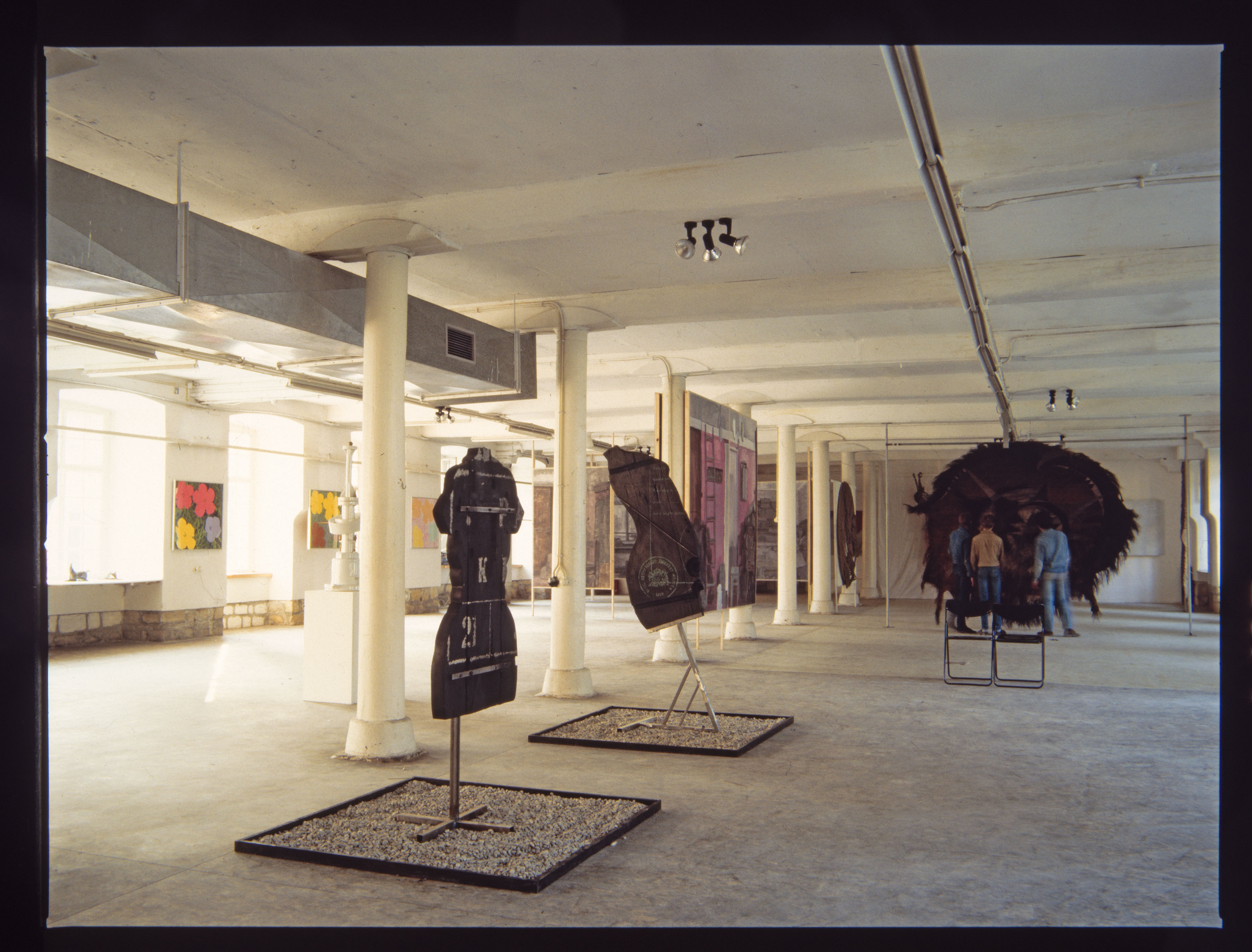
Выставка «Энди Уорхолл и русские художники» в Fischa Park, Австрия. 1982

В Fischa Park состоялась выставка «Энди Уорхолл и русские художники», в которой, наряду с Космачевым, участвовали Елена Конева и Михаил Рогинский, к тому времени осевший в Париже. Космачёв и Рогинский познакомились ещё в 1960-х годах во время преподавания в московской городской художественной школе на Кропоткинской и были близкими друзьями. Вадим организовал ему приглашение к участию в программе "Artist in Residence". Работы, созданные М. Рогинским за месяцы жизни в Fischa Park, вошли в состав выставки.
Рогинский представил объект-интерьер «Комната», Конева — гобелены и рельефные объекты из льняного шнура, Космачёв — холсты и скульптуры: «Визы», «Штемпели», «Семейный портрет» из серии «Выездные документы». «Семейный портрет» был приобретён в коллекцию Landesmuseum Нижней Австрии (Niederösterreichisches Landesmuseum).

#### Мобили и стабили в городской среде
После выставки в Fischa Park Космачёв получает приглашение из Граца (Австрия) к участию в ежегодном фестивале культуры Steirische Herbst, где построил свою первую на Западе скульптуру-мобиль «Дерево» с двумя вращающимися турбинами, и следом участие в выставке-симпозиуме в Линдау на Боденском озере (ФРГ), среди участников которой Никки де Сен-Фалль.
В 1983 году Космачёв выигрывает конкурс на создание скульптуры у здания Министерства внутренних дел земли Райнланд-Пфальц в Майнце и переезжает в Германию, где вскоре покупает дом-мастерскую (здание бывшей школы неподалёку от города Вормс).
В 1980—1990-е годы Космачёв активно занимается скульптурными проектами для открытых пространств в ряде городов Германии и Австрии. Это проекты «Молния» в Кёльне, «Толкатель ядра» перед зданием Центрального банка земли Райнланд-Пфальц в Майнце (1988—1990), «Диагональ» перед зданием — стеклянной пирамидой, Европейского медицинского центра в Нюрнберге (1996 г.), «Рука» в Дортмунд-Шарнорсте (1995—1996), «Окно» в Линце (2001 г.) и другие.
В 1990 году Космачёв с женой Еленой получает гражданство Федеративной республики Германии с формулировкой «за вклад в культуру страны».

«Молния» (1985) в Штаб-квартире Страхового общества DEVK в Кёльне. Скульптор — Вадим Космачёв

#### Мобили и стабили в общественных интерьерах
Из интерьерных проектов особое место занимает «Молния» — стабиль для штаб-квартиры Страхового общества DEVK в Кёльне, реализованный в 1985 году. Одним своим концом «Молния» Космачёва пробивает стеклянный потолок зала, а другим вонзается в гранитный пол.
В конкурсе участвовало много известных скульпторов, но жюри выбрало только два проекта — Вадима Космачёва и Хесуса Рафаэля Сотто.

#### «Настенные агрегаты» — «Wandagregaten»
В конце 1980-х годов Космачёв знакомится с молодым американским архитектором и художником Стюартом Виичем — будущим мужем и партнёром дочери, с которым она училась в Школе британской архитектурной ассоциации в Лондоне. В 1989 году Стюарт Виич переезжает в Германию и становится учеником и ассистентом Космачёва.
В этот период начинается серия работ «настенных агрегатов» как продолжение традиции контрельефов Владимира Татлина, переосмысленных в ключе биомеханических и органических форм.
Параллельно шла работа над серией фигуративных работ из дерева и стали: падающий человек, гильотина, торсы.
В 1993 году, по окончании архитектурной ассоциации — мастерская Захи Хадид, Маша возвращается в Вену, и вместе со Стюартом они создают архитектурную студию veech.media.architecture VMA, впоследствии Veech x Veech.
Агрегаты экспонировались в рамках 53-й Венецианской Биеннале 2009 года. «Этот смутный объект искусства. Русское искусство 1974—2006 гг. / That Obscure Object of Art. „Highlights of Contemporary Russian Art“ из коллекции Stella Art Foundation». Ка-Реццонико.

#### Гелиолифы — «солярные объекты»

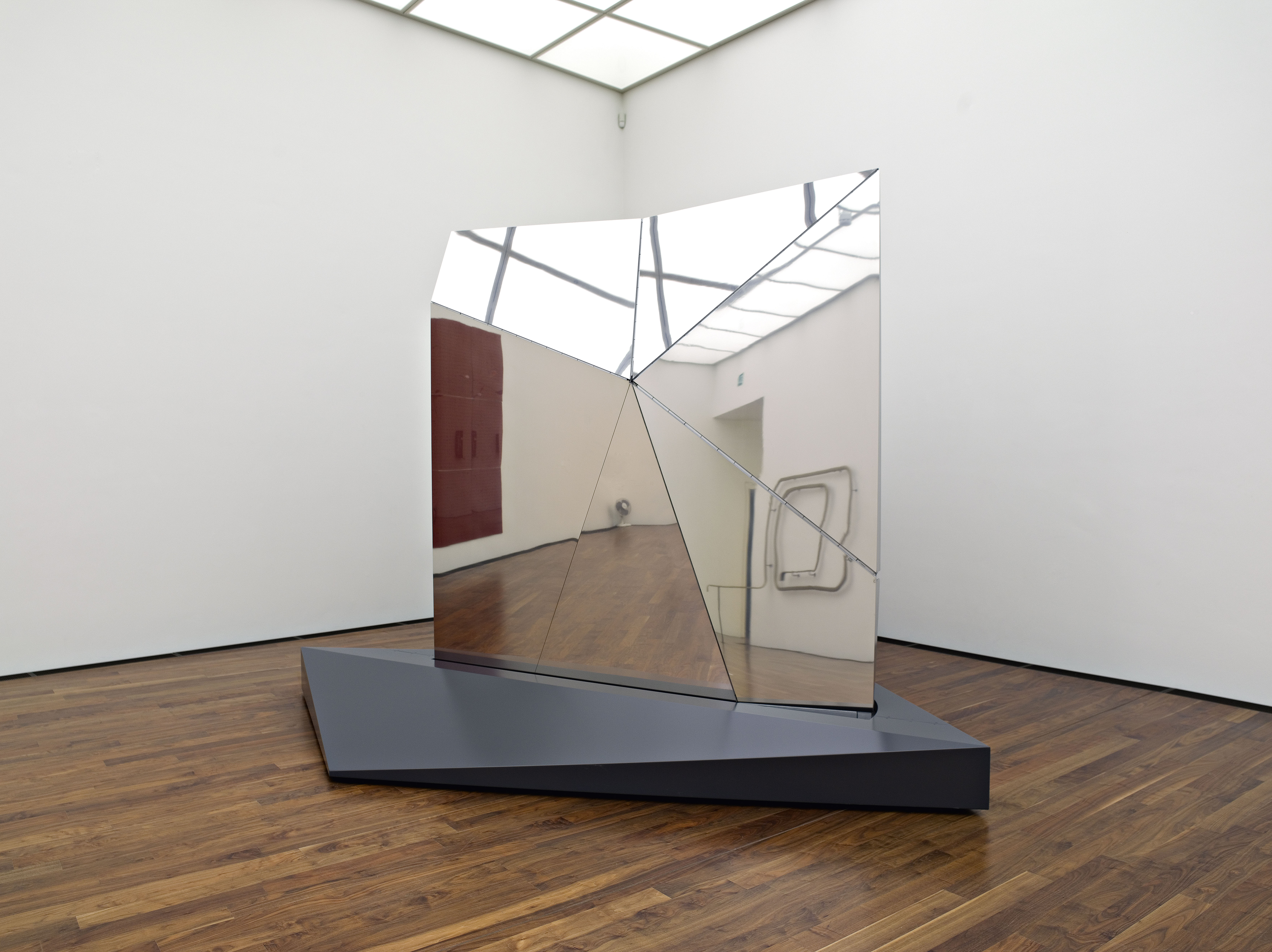
«Квадрат движения» (2006—2007) в музее Ritter в Германии. Скульптор — Вадим Космачёв

С начала 2000-х Космачёв работает над идеей скульптурных объектов, способных меняться в зависимости от условий внешней среды и позицией зрителя.
Одна из ключевых работ на этом пути «Квадрат движения», плоскости которого должны представлять собой солнечные батареи, выполненные по новейшим технологиям фотовольтаика. Свет солнца преобразуется в электроэнергию, которая приводит пять плоскостей Квадрата в движение, складывая объект, а затем медленно возвращая в исходное положение.

Квадрат движения является трансформацией знаменитого квадрата XX века (чёрный квадрат) в трёхмерный новый образ кинетической скульптуры XXI века, ведущий диалог со средой обитания человека будь то город, парк или ландшафт. «Квадрат движения» состоит из пяти (по оба фронта) связанных между собой разновеликих зеркальных плоскостей. Каждая плоскость отражает движущийся фрагмент окружающего пространства по принципу зеркал, постоянно меняющих угол отражения.
— В. Космачёв

### Мастерская в предгорье Альп — музей под открытым небом
В конце 2001 года Маша и Стюарт покупают участок земли в предгорье Альп и в соавторстве с Еленой Коневой и Вадимом Космачевым разрабатывают проект дома-мастерской и депозитария.
В 2010 году Вадим и Елена переезжают в ателье в Австрии.
На территории вокруг ателье на разных уровнях установлены скульптуры Космачёва разных лет: ранние работы 1980-x и прототипы «гелиоглифов» — скульптур с зеркальными элементами, благодаря которым формы максимально интегрируются в природную среду. Посещение мастерской возможно по предварительной договорённости.

## Избранные выставки и фестивали
- 1978 Венецианская Биеннале, Италия; Групповая выставка «Неофициальное советское искусство». Среди участников — Эрик Булатов, Илья Кабаков, Андрей Монастырский, Оскар Рабин, Олег Васильев, Анатолий Зверев
- 1980 «Skulpture Life» Kunstlerhaus, Вена, Австрия
- 1982 Интернациональный фестиваль современного искусства «Steirischer Herbst» Грац, Австрия
- 1982 «Энди Уорхол и русские художники: Е.Конева, В.Космачев, М.Рогинский» Fischa Park, Австрия
- 1982 Галерея S&P, Люцерн, Швейцария
- 1983 7-й Международный симпозиум «Пластмасса в современной скульптуре» Линдау на Боденском озере, Германия. 1983 Среди участников — Ники де Сен-Фалль.
- 1991 «Vadim Kosmatschof» Rolanseck, Бонн, Германия
- 2006—2007 «Bewegung im Quadrat. Das Quadrat in Malerei, Kinetischer Kunst und Animation» Museum Ritter Штутгарт, Германия
- 2007 «Приключения черно квадрата», Русский Музей, Санкт Петербург
- 2007 «Победа над солнцем», ГЦСИ, Москва, Россия
- 2007 «Die Liebe zu den Objekten. Aspekte der zeitgenössischen Skulptur» («Любовь к объектам. Аспекты современной скульптуры»), Landesmuseum, Нижняя Австрия
- 2009 «Этот смутный объект искусства. Русское искусство 1974—2006 гг. / That Obscure Object of Art. Highlights of Contemporary Russian Art» из коллекции Stella Art Foundation". Ca’ Rezzoniko. В рамках параллельной программы 53-й Венецианской Биеннале
- 2012 «Vadim Kosmatschof Skulpturen und Zeichnungen / Вадим Космачев. Скульптура и рисунок» Galerie Chobot, Вена
- 2012 «Das Kreuz in der Bildhauerei: Symbol — Religion — Mythos / Крест в скульптуре. Символ — религия — миф» Dommuseum Wien (Дом Музеум , Вена) среди участников Альфред Хрдличка
- 2012 «Soviet Modernism 1955—1991 / Советский модернизм 1955—1991». Музей архитектуры. Вена
- 2014 «Soviet Modernism / Советский модернизм» SALT, Istanbul
- 2015 «A Parallel Modernity Soviet Architecture 1956—1991» Centro Cultural Sao Paulo, Бразилия
- 2018 Дыхание скульптуры. Персональная выставка в Государственной Третьяковской галерее (Новая Третьяковка на Крымском Валу)

## Издания
- Vadim Kosmatschov Skulpturen. 1997. C предисловием Дитера Ронте, директора музея современного искусства в Бонне
- Vadim Kosmatschov Trans-mission. Springer-Verlag, 2006
- Вадим Космачёв. TATLIN, 2018
- Vadim Kosmatschof. TATLIN, 2018